# USS Davis (DD-65)
USS Davis (DD-65) – amerykański niszczyciel typu Sampson. Okręt służył w United States Navy w czasie I wojny światowej, a później w United States Coast Guard (nosząc oznaczenie CG-21). Nazwa okrętu pochodziła od kontradmirała Charlesa Davisa (1807–1877).
Stępkę okrętu położono 7 maja 1915 w stoczni Bath Iron Works. Zwodowano go 15 sierpnia, matką chrzestną była E. Davis, prawnuczka patrona okrętu. Jednostka weszła do służby 5 października 1916, pierwszym dowódcą został Lieutenant Commander R. F. Zogbaum, Jr.
Po przydzieleniu do Sił Niszczycieli Floty Atlantyku (ang. Destroyer Force, Atlantic Fleet) "Davis" operował w pobliżu wschodniego wybrzeża USA i na Karaibach do czasu wejścia Stanów Zjednoczonych do I wojny światowej. Okręt wypłynął z Bostonu 24 kwietnia 1917 jako jedna z sześciu jednostek wchodzących w skład pierwszej tury niszczycieli amerykańskich mających pełnić służbę w Europie. Do Queenstown w Irlandii dotarł 4 maja. Pełnił służbę patrolową w pobliżu wybrzeża Zielonej Wyspy i eskortował konwoje w czasie przechodzenia przez nie strefy największego niebezpieczeństwa ze strony niemieckich okrętów podwodnych. Pomiędzy 25 a 28 czerwca spotkał i eskortował transportowce wojska przewożące Amerykańskie Siły Ekspedycyjne (ang. American Expeditionary Force) płynące do Francji. Ratował także rozbitków zatopionych jednostek. 12 maja 1918 podniósł z wody 35 członków załogi niemieckiego okrętu podwodnego U-103, który został ciężko uszkodzony w kolizji z brytyjskim statkiem "Olympic". Jeńców przekazał brytyjskim władzom wojskowym w Milford Haven. 13 grudnia 1918 wziął udział w eskortowaniu transportowca "George Washington", na którego do Brestu przypłynął prezydent USA Woodrow Wilson. Następnie uczestniczył w przeglądzie floty przeprowadzonym przez prezydenta.
"Davis" wrócił do Nowego Jorku 7 stycznia 1919 i po przejściu w tym mieście przeglądu dołączył do 4 Dywizjonu 8 Flotylli Sił Niszczycieli Floty Atlantyku (ang. Division 4, Flotilla 8, Destroyer Force, Atlantic Fleet), który służył na wschodnim wybrzeżu USA.
Od września 1919 do listopada 1920 był w rezerwie w Philadelphia Naval Shipyard. Do Charleston dotarł 3 grudnia 1920 i operował z tego portu oraz z Newport będąc w ograniczonej służbie (ang. reduced commission) do czasu dotarcia do stoczni filadelfijskiej 29 marca 1922.
Został wycofany ze służby 20 czerwca 1922 i przekazany Straży Przybrzeżnej 25 marca 1926. Bazując w New London pełnił służbę w ramach patroli rumowych
Do Marynarki wrócił 30 czerwca 1933 i nie wszedł już do służby do czasu sprzedaży 22 sierpnia 1934.